# Castiglione Olona
Castiglione Olona est une commune italienne de la province de Varèse dans la région Lombardie en Italie.

## Toponyme
Castiglione provient du latin vulgaire castellum  château ou château-fort (de castrum) avec le suffixe augmentatif -onis. 
Olona a été ajouté en 1863 et vise la position sur la rive gauche du fleuve éponyme.

## Culture
Le Cardinal Branda Castiglioni (1340-1443), éminent diplomate, fit de la ville de Castiglione Olona son fief, à la manière des grands mécènes de la Renaissance. Installée sur l'harmonieuse Place Garibaldi, son ancienne demeure abrite le Musée Municipal ("Museo Civico"), qui conserve de précieuses fresques de Masolino da Panicale et du Vecchietta :
- Paesaggio ungherese (Paysage hongrois) au Palazzo Branda Castiglioni: ornant le cabinet de travail du Cardinal.
- Storie della Vergine (Histoires de la Vie de la Vierge) à la  Collegiata (Collégiale) (1435)
- La vie des saints : Storie del Battista (Histoire de saint Jean baptiste) (1435) au baptistère et dans la Chapelle San Martino.

Au sommet de la colline, la Collégiale, édifiée entre 1422 et 1425, offre un bel exemple d'architecture gothique lombarde. Le tympan sculpté de cette Basilique s'orne d'un splendide Christ en majesté, surmontant d'étonnantes représentations des quatre évangélistes. Dans le Chœur, trois cycles de fresques illustrant la vie de la Vierge ont été réalisés par Masolino da Panicale, Paolo Schiavo et le Vecchietta, peintres toscans. Au fond du jardin, s'élève le Baptistère : l'intérieur est entièrement décoré d'un admirable cycle de fresques illustrant la vie de Saint Jean-Baptiste, réalisées par Masolino da Panicale et le Viecchetta. On peut remarquer la scène du Baptême du Christ, où le fleuve Jourdain se perd dans un paysage lombard, ainsi que la scène du Banquet d'Hérode.

## Administration
| Période                                  | Période  | Identité         | Étiquette | Qualité |
| ---------------------------------------- | -------- | ---------------- | --------- | ------- |
| 8/6/2009                                 | En cours | Emanuele Poretti | Lega Nord | avocat  |
| Les données manquantes sont à compléter. |          |                  |           |         |

### Hameaux
Caronno Corbellaro, Gornate Superiore, Somadeo, San Nazaro, C.na Bisocco, C.na Falcetta, C.na Novate, C.na Villafranca, C.na Bisocco